# Ectroma japonicum
Ectroma japonicum är en stekelart som först beskrevs av Tachikawa och Gordh 1987.  Ectroma japonicum ingår i släktet Ectroma och familjen sköldlussteklar. Inga underarter finns listade i Catalogue of Life.